# Пісняр-лісовик чорнощокий
Пісняр-лісовик чорнощокий (Setophaga dominica) — вид горобцеподібних птахів родини піснярових (Parulidae). Поширений у Північній Америці.

## Поширення
Ці птахи розмножуються на сході США, а ареал розмноження простягається від південної частини Пенсільванії та півночі Міссурі до Мексиканської затоки. Один підвид з північного заходу Флориди є осілим і мешкає там цілий рік. Інші популяції цього виду є перелітними, зимують на узбережжі Мексиканської затоки, у східній частині Центральної Америки та в Карибському басейні. Бродячих зимуючих птахів іноді можна побачити на півночі Південної Америки. Це лісовий вид, який віддає перевагу хвойним або болотним породам дерев, у яких гніздиться.

## Опис
Дрібний птах, завдовжки 13—14 см, вагою 8,5—11,3 г. Має жовте горло та верхню частину грудної клітки. Верхня частина оперення сіруватого кольору з темно-сірими надкрилами, кожна з яких має дві білі смуги. Нижня частина оперення біла. Корона та лоб чорні, а чорне оперення злегка тягнеться над очима та назад до щік. Решта голови біла.